# Бурматово
Бурма́тово (рос. Бурматово) — присілок у складі Сафакулевського округу Курганської області, Росія.
Населення — 135 осіб (2010, 211 у 2002).
Національний склад станом на 2002 рік:
- башкири — 71 %
- росіяни — 28 %